# Elbershof

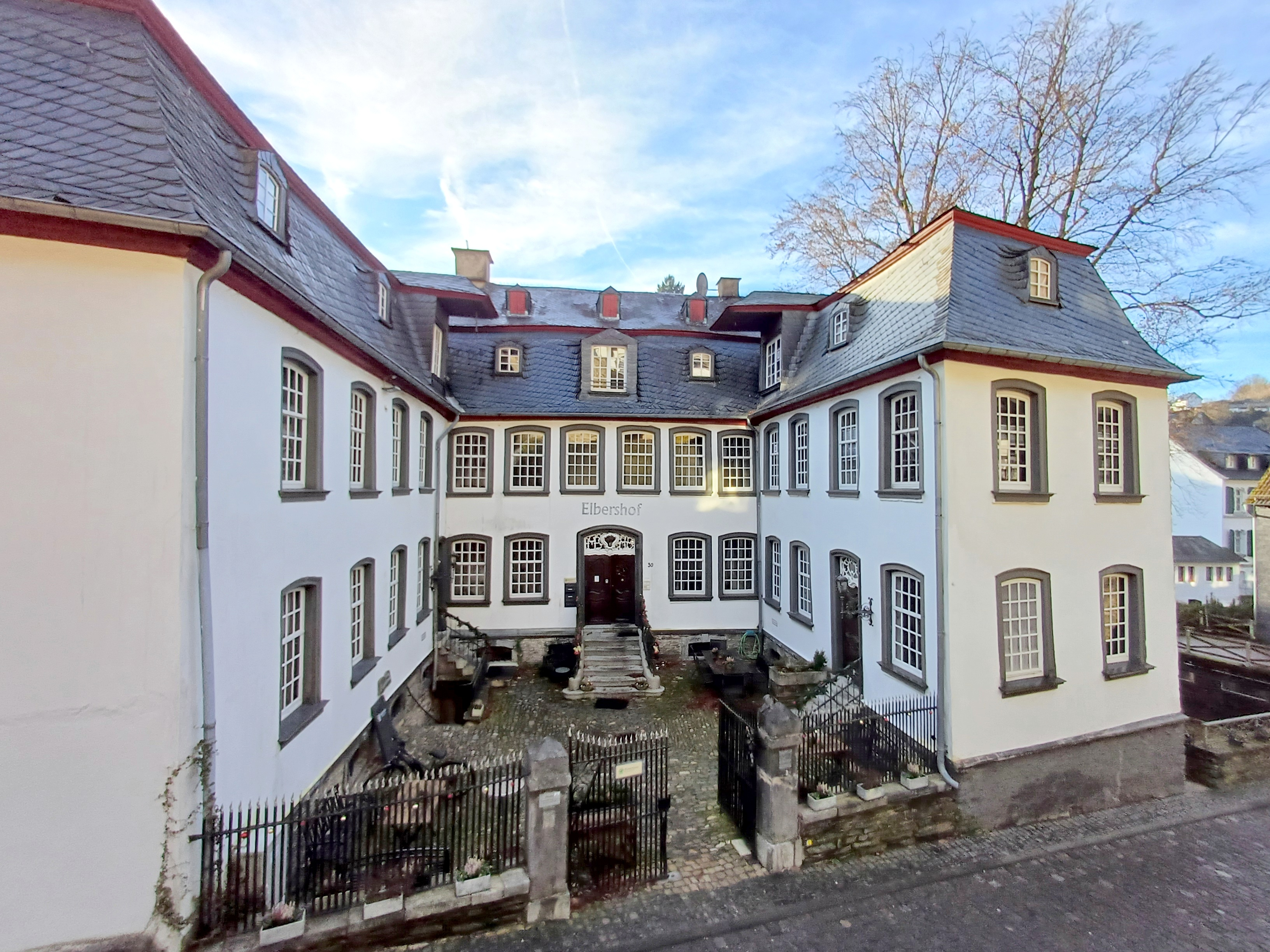
Elbershof (2024)

Der Elbershof ist ein denkmalgeschütztes repräsentatives Gebäude in Monschau in der Städteregion Aachen in Nordrhein-Westfalen mit der Adresse Eschbachstraße 30. Es wurde 1778 im barocken Stil erbaut und erhielt seinen Namen von der Familie Elbers, die das Gebäude 1804 erwarb. Seit den späten 1970er-Jahren beherbergt es hochwertige Ferienwohnungen.

## Geschichte
Der aus Augsburg stammende Feintuchproduzent Markus Martin Bauer (1738–1803), der in die Monschauer Textilfabrikantenfamilie Schmitz mit Sitz auf dem Schmitzenhof eingeheiratet hatte, plante sein eigenes Unternehmen zu gründen. Zu diesem Zweck ließ er 1778 an der Eschbachstraße, zu jener Zeit die Hauptverkehrsverbindung zwischen Monschau und Aachen, ein Wohn- und Werksgebäude im französischen Stil mit einem Cour d’honneur errichten, in dem er zusammen mit seinem Geschäftspartner unter der Firmierung „Bauer & Kayser“ eine Wollwäscherei und eine Färberei einrichtete. Dabei hatte er sich wirtschaftlich verkalkuliert und produzierte im Vergleich zu anderen Feintuchfabrikanten Monschaus eher geringe Stückzahlen. Ab 1783 wurde das Unternehmen nicht mehr in den Ortsaufzeichnungen aufgeführt und das Gebäude stand in der Folgezeit zum Verkauf an. 
Erst 1804 übernahm der aus Mülheim stammende Feintuchfabrikant Johann Heinrich Elbers (1764–1840), der in die in Monschau dominierende Tuchmacherfamilie Scheibler eingeheiratet hatte, das Gebäude und richtete es als Zentrale für seine „Feintuchfabrik J. H. Elbers“ ein. Er baute nicht nur den Hauptsitz maßgeblich aus, sondern ließ auch auf der gegenüber liegenden Straßenseite einen mehrstöckigen Weberwinkel errichten. Wenige Jahre später folgte der Bau des Elbers‘schen Kontorhauses, in dem er die Verwaltung und weitere Werkstätten unterbrachte. Im Jahr 1842 erwarb sein Sohn Karl Heinrich Elbers (1802–1858) für die „Feintuchfabrik J. H. Elbers“ zusätzlich eine wenige Hundert Meter entfernt auf der Flur „Äuchen“ am rechten Ufer der Rur gelegene und seit 1745 von der Familie Scheibler betriebenen Walkmühle und baute diese zur Wollwäscherei, Spinnerei und Rauerei aus. Kurzfristig übernahm er 1845 auch noch Haus Barkhausen, das seine Erben bereits 1869 wieder verkauft haben.
Bis Ende der 1880er-Jahre war die Firma Elbers auf dem Markt aktiv und anschließend wurden die Firmengebäude unter wechselnden Besitzern anderweitig verwendet oder teilweise abgerissen. So ist von dem Weberwinkel nur noch der aus Bruchsteinen gemauerte Kellerbereich erhalten geblieben und aus der Walkmühle wurde ab 1937 zunächst das Elektrizitäts- und Wasserwerk der Stadt Monschau, bevor der Komplex später abgerissen und Platz für Ferienwohnungen geschaffen wurde.
Der Elbershof selbst wurde Mitte der 1970er Jahre grundlegend saniert und zu luxuriösen Ferienwohnungen umgebaut.

## Baucharakteristik

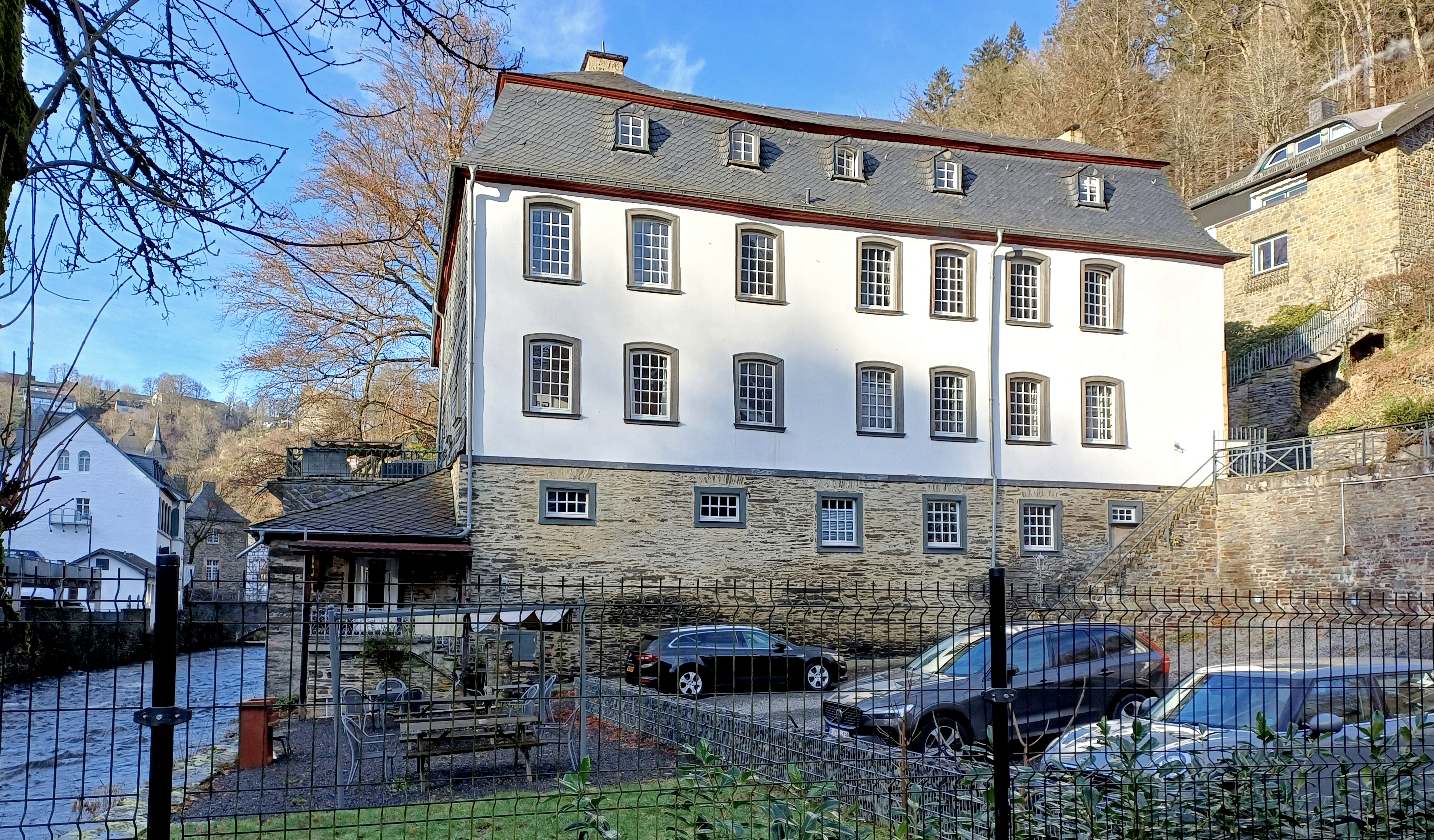
Ostseite
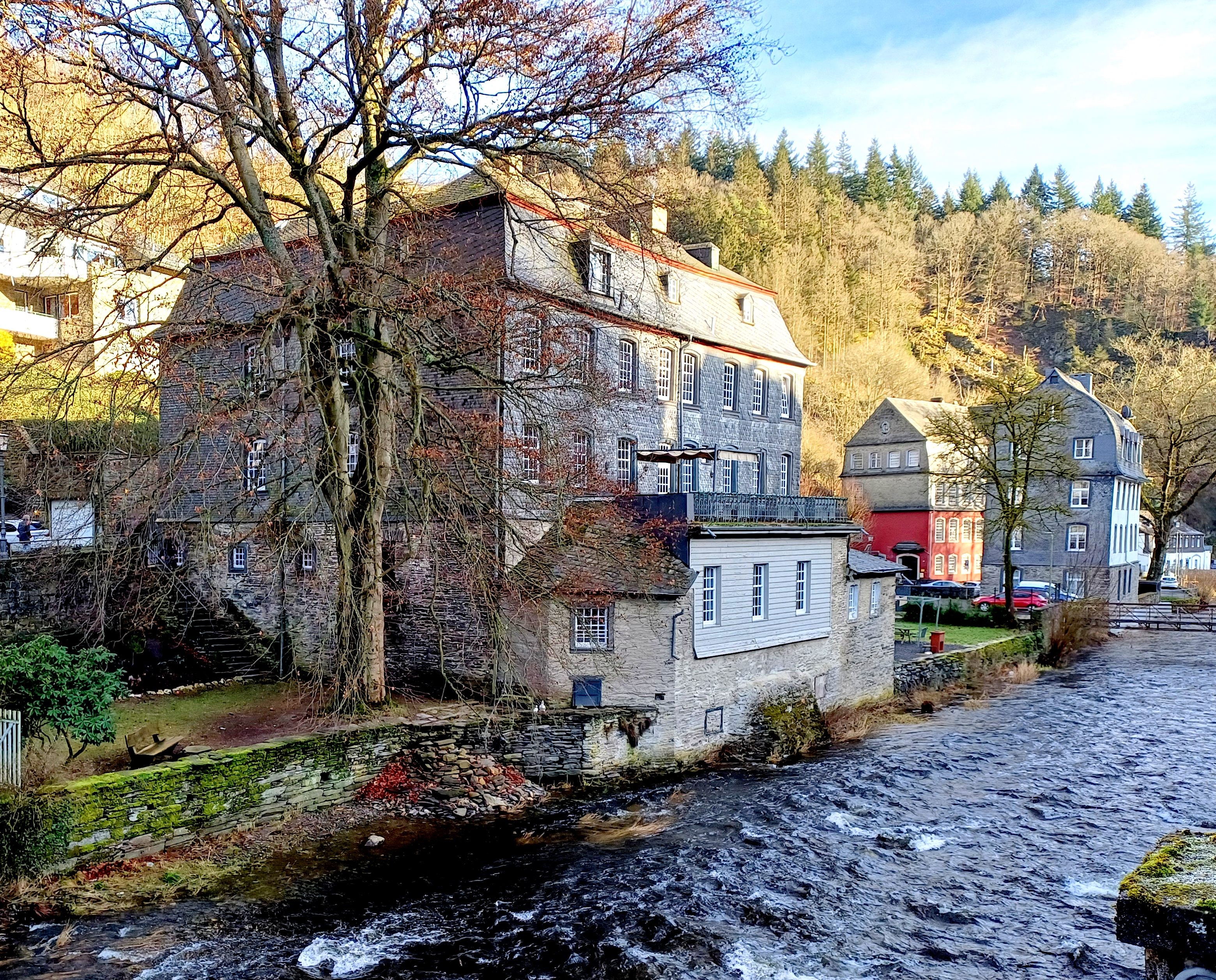
Rückseite mit Kontorhaus

Der am Rand von Monschau gelegene Elbershof fällt baulich aus dem Rahmen, weil er das einzige Gebäude des Ortes im französischen Stil ist. Ähnliche Baukomplexe von Tuchfabrikanten finden sich in der näheren Umgebung beispielsweise nur noch in der Altstadt von Eupen (Haus Grand Ry) und in Aachen (Wylre’sches Haus).
Beim Elbershof handelt sich um eine dreiflügelige zweigeschossige Anlage in Bruchsteinbauweise mit einem zweigeschossigen Mansarddach. Das Gebäude ruht auf einem überhöhten Kellergeschoss mit den Werksräumen, das im Hang angelehnt ist und von außen über eine seitlich von der Straße aus am Haus angebauter Treppe bachseitig zugängig ist. Am Kellerbereich sind eingeschossige schmale Vorbauten angebaut, die dem ersten Hauptgeschoss – der straßenseitigen Parterreebene –  als Dachterrasse dienen. Die Fassaden der beiden Hauptgeschosse sind mehrheitlich weiß verputzt, lediglich die Fassaden der Hofrückseite und der zum Stadtzentrum zeigenden Seite sind mit kleinen Schindeln abgedeckt.
Zahlreiche segmentbogige Sprossenfenster sind in den Geschossen eingebaut, zum Innenhof hin je vier in den Flügelseiten und sechs im Eingangsbereich. In der zweiten Achse des rechten Flügels und in der vierten Achse des linken Flügels befinden sich die Nebeneingänge jeweils mit einer einflügeligen Tür und im Kopfteil des Hauses  der Haupteingang mit einer Doppelflügeltür hinter einer sechsstufigen Eingangstreppe aus Blaustein. Alle Türen sind aus massivem und gemustertem Holz gefertigt und mit einem schmucken verzierten Oberlicht ausgestattet. Im Mansarddach sind in unregelmäßiger Folge mehrere Dachgauben eingebaut, wobei die Gauben der vierten Achse der Seitenflügel des Innenhofes mit jeweils einem Kragträger für den Lastenaufzug bestückt sind. Rückwärtig zeigt sich der Hof siebenachsig mit einem Segmentbogenfenster je Achse, wobei die mittlere Achse mit zwei direkt nebeneinander liegenden Fenstern bestückt ist.